# Blaine, Kentucky
Blaine är en ort i Lawrence County, Kentucky, USA. År 2000 hade orten 245 invånare. Den har enligt United States Census Bureau en area på 8,5 km², allt är land.